# قارضة فجرية
القارضة الفجرية (الاسم العلمي:†Eomys) هي جنس منقرض من القوارض تتبع فصيلة القارضات الفجرية من رتيبة قندسيات الشكل.